# Башня (грузоподъёмный кран)
Башня — металлоконструкция грузоподъёмного крана, жёстко закреплённая в вертикальном положении на опорной части, либо на поворотной платформе и обеспечивающая ему необходимую высоту подъёма.

## Классификация

### Конструктивное исполнение
- По конструкции различают[2]:

- Телескопические (трубчатая секционная конструкция, изготовленная из трубы большого диаметра).
- Решётчатые (из уголков или из труб малого диаметра).

### Способ поворота
- По способу поворота башня крана может быть выполнена[1][3]:

- Верхнеповоротная (с неповоротной башней и поворотным оголовком).
- Нижнеповоротная (с поворотной платформой или с поворотной башней).

### Тип крепления
- По типу закрепления, башни выполняются[4]:

- С жёстким закреплением всех поясов при помощи тяг-подкосов: к платформе, либо к основанию башни.
- С креплением к платформе при помощи подкосов и шарнирных опор.

Кроме того, башни кранов различаются в зависимости от крепления рабочей стрелы, которое может быть:
- Боковое.
- Верхнее центральное.
- Верхне-боковое.

### Метод сборки
- По способу сборки башни кранов могут быть разделены на 4 вида[1]:

- Неразбираемые.
- Разбираемые на земле (телескопические и складывающиеся).
- Подращиваемые снизу.
- Наращиваемые сверху.

## Описание и конструкция
Башня крана может включать следующие конструктивные элементы:
- Основание башни: с порталом[5], с жёстким креплением к поясам[4].
- Секции: верхние, промежуточные (рядовые, инвентарные) и короткие.
- Лифтовая секция.
- Опорно-поворотное устройство[5].
- Оголовок[6].

### Телескопические башни
Конструкция телескопической башни состоит из одной, либо двух секций. В последнем случае различают внешнюю и внутреннюю секции, называемыми соответственно опорной и выдвижной. В своей нижней части, опорная секция прикрепляется к поворотной платформе при помощи шарниров. Для связи с платформой в верхней части, конструкцией секции предусмотрены два специальных кронштейна, к которым прикрепляются подкосы. В секции размещены боковые упоры, на которые опирается внутренняя секция — в выдвинутом положении. Внутри выдвижной секции имеется съёмная лестница и опорный башмак, а снаружи монтируются кабина управления (с площадкой), оголовок, рабочая стрела и распорка. Выдвижение секции осуществляется при помощи штанги и монтажного полиспаста.

### Решётчатые башни
Решётчатая башня является самой распространённой среди башенных кранов. Она состоит из продольных и диагональных уголков — поясов и раскосов. Основанием такой башни может являться фундамент (приставные верхнеповоротные краны), портал (нижнеповоротные краны) или секция, установленная на ходовую раму — с жёстким креплением к поясам (передвижные и универсальные верхнеповоротные краны). В поперечном сечении башни решётчатой конструкции, как правило, представляют собой квадрат, но могут быть также прямоугольными или треугольными.

### Неповоротные башни
На верхнеповоротных кранах, платформа с установленной на ней башней не поворачивается. Опорно-поворотное устройство такого крана размещено в верхней части конструкции башни. Для возможности перемещения грузов по дуге на башне установлен поворотный оголовок, к которому для уравновешивания стрелы крепится противовесная консоль с контргрузом. Рабочие механизмы установлены на противовесной консоли. В безоголовочных башенных кранах рабочая стрела и противовесная консоль представляют собой одно целое.

### Поворотные башни
Опорно-поворотное устройство нижнеповоротного крана с поворотной платформой размещено внизу, непосредственно на опорной части крана или на портале.
К поворотной части относятся: поворотная платформа с размещёнными на ней рабочими механизмами крана — грузовой и стреловой лебёдками, механизмом поворота. Кроме того, на платформе устанавливаются плиты противовеса, башня с оголовком, распоркой и рабочей стрелой.
Опорно-поворотное устройство верхнеповоротного крана с поворотной платформой расположено вверху, на верхней секции башни. На ней расположены плиты противовеса, башня с оголовком или без такового и рабочей стрелой. Башня такого типа является самой распространённой среди башенных кранов.